# Ancylolomia arabella
Ancylolomia arabella là một loài bướm đêm trong họ Crambidae.